# Sarny (obwód czerkaski)
Sarny (ukr. Сарни) – wieś na Ukrainie, w obwodzie czerkaskim, w rejonie humańskim, w hromadzie Monastyryszcze. W 2001 liczyła 658 mieszkańców, spośród których 647 wskazało jako ojczysty język ukraiński, 8 rosyjski, a 3 mołdawski.

## Urodzeni
- Dawid Bergelson